# 3507 Vilas
3507 Vilas је астероид главног астероидног појаса чија средња удаљеност од Сунца износи 3,139 астрономских јединица (АЈ).
Апсолутна магнитуда астероида је 11,3.